# 小川殿
小川殿（おがわどの）は、足利将軍家の邸宅の1つ。京都市上京区の宝鏡寺の隣地にあったと推定され、現在は同寺の敷地の一部になっている。小川御所（おがわのごしょ）とも呼ばれる。
なお、足利義満の実弟満詮は兄弟の生母である紀良子とともに、武者小路小川の邸宅に住んで、それぞれ「小川殿」「小川殿大御所」と呼ばれているが、本項邸宅とは別の建物である。
元は細川勝元が所有していた邸宅の1つで、応仁の乱（1467年-1477年）最中の文明3年（1471年）頃より足利義政が利用していたが、将軍職を息子の義尚に譲った後の文明6年（1474年）に居宅とした。2年後の文明8年（1476年）、室町御所の焼失とともに義政正室の日野富子、義尚、そして応仁の乱を避けて室町御所に避難中であった後土御門天皇が退避した。その後、富子の為の居室が増築されたが、義政・義尚ともに富子との不仲から最終的にはこの御所から離れ、文明15年（1483年）以降は富子のみの居宅となった。
延徳元年（1489年）に義尚の急逝によって、富子は対立していた足利義視（義政の弟）と和解してその息子足利義材（義政・富子の甥にあたる）を迎え入れて後継者とし、翌年に義政も没すると富子はそのまま小川殿で夫の菩提を弔っていたが、義材ではなく別の甥で僧侶になっていた清晃に小川殿を譲ろうとする。これを知った義視は激怒して富子の居室を除いて全てを破却してしまったのである。富子はその後もここで居住し、後に義材に代わって清晃を将軍に擁立しようとする明応の政変に関わることになる。
小川殿の敷地後を占める宝鏡寺には現在も日野富子の木像が安置されている。